# Altmannstein

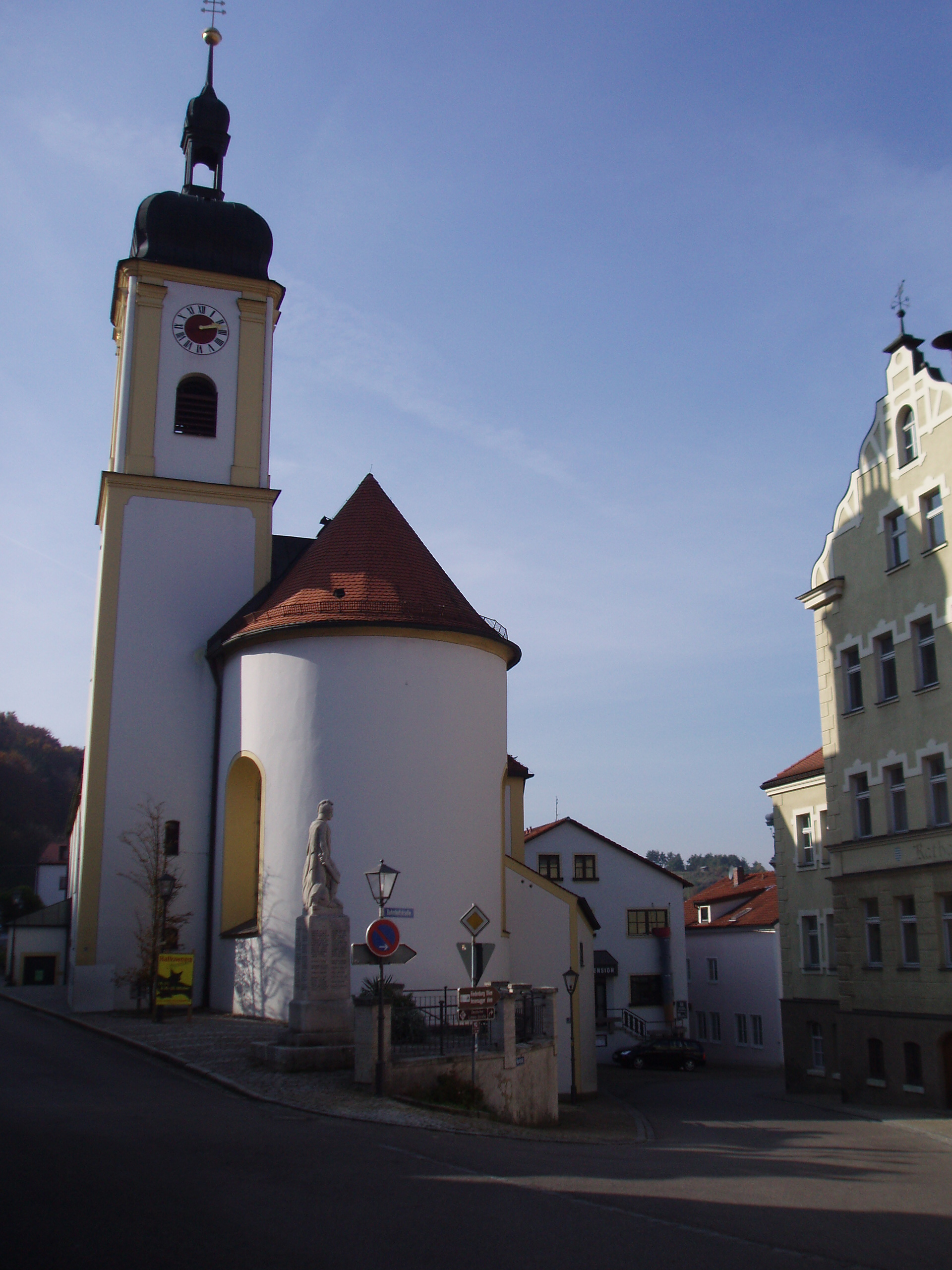
Altmannstein

Altmannstein este o comună din districtul Eichstätt, regiunea administrativă Bavaria Superioară, landul Bavaria, Germania.